# USS Stormes (DD-780)
USS Stormes (DD-780) là một tàu khu trục lớp Allen M. Sumner được Hải quân Hoa Kỳ chế tạo trong Chiến tranh Thế giới thứ hai. Nó là chiếc tàu chiến duy nhất của Hải quân Mỹ được đặt theo tên Trung tá Hải quân Max Clifford Stormes (1903-1942), hạm trưởng tàu khu trục USS Preston, đã tử trận cùng con tàu trong trận Hải chiến Guadalcanal năm 1942 và được truy tặng Huân chương Chữ thập Hải quân. Nó đã hoạt động cho đến hết Thế Chiến II, và tiếp tục phục vụ sau đó trong Chiến tranh Triều Tiên và Chiến tranh Việt Nam cho đến khi xuất biên chế năm 1970 và được chuyển cho Iran năm 1972. Con tàu tiếp tục phục vụ cùng Hải quân Iran như là chiếc Palang (DDG-9)  cho đến năm 1994. Stormes được tặng thưởng một Ngôi sao Chiến trận do thành tích phục vụ trong Thế Chiến II, ba Ngôi sao Chiến trận khác trong Chiến tranh Triều Tiên, và thêm một Ngôi sao Chiến trận nữa trong Chiến tranh Việt Nam.

## Thiết kế và chế tạo
Stormes được đặt lườn tại xưởng tàu của hãng Todd Pacific Shipyards, Inc. ở Seattle, Washington vào ngày 15 tháng 2 năm 1944. Nó được hạ thủy vào ngày 4 tháng 11 năm 1944; được đỡ đầu bởi bà Max C. Stormes, vợ góa Trung tá Stormes, và nhập biên chế vào ngày 27 tháng 1 năm 1945 dưới quyền chỉ huy của Trung tá Hải quân William N. Wylie.

## Lịch sử hoạt động

### 1945
Stormes tiếp tục được trang bị tại Seattle, cho đến khi nó lên đường đi San Diego, California vào ngày 14 tháng 2 năm 1945, nơi con tàu tiến hành chạy thử máy huấn luyện. Nó lên đường quay trở lại Bremerton, Washington vào ngày 1 tháng 4 để đại tu sau thử máy, hoàn tất vào ngày 22 tháng 4, khi nó lên đường hướng sang khu vực quần đảo Hawaii. Đi đến Trân Châu Cảng vào ngày 30 tháng 4, nó lên đường ngay ngày hôm sau hộ tống cho tàu tuần dương hạng nặng Louisville (CA-28) trong chặng đường đi sang Okinawa ngang qua Guam.
Hai chiếc tàu chiến đi đến khu vực thả neo Hagushi vào ngày 23 tháng 5, nơi Stormes gia nhập Đệ ngũ Hạm đội và nhanh chóng được phân công vai trò hộ tống phòng không. Thời tiết xấu vào sáng ngày 25 tháng 5, tầm nhìn kém cộng với những cơn mưa rào rải rác, và đến 09 giờ 05 phút một máy bay Nhật Bản bị phát hiện khi băng qua giữa hai máy bay hải quân và hướng đến tàu khu trục Ammen (DD-527) đang ở ngay phía trước Stormes. Vào những giây cuối cùng, kẻ tấn công lại đổi hướng đâm trúng bệ ống phóng ngư lôi phía sau của Stormes. Quả bom chiếc Kamikaze mang theo kích nổ trong hầm đạn bên dưới tháp pháo 5-inch số 3 của nó; phần sau con tàu bốc cháy và nước tràn vào con tàu qua những lổ thủng. Đến giữa trưa, đội kiểm soát hư hỏng đã dập tắt được đám cháy và bịt các lổ thủng, nhưng 21 thành viên thủy thủ đoàn đã thiệt mạng và 15 người khác bị thương.
Stormes cố lết rút lui về Kerama Retto, nơi nó ở lại cho đến ngày 5 tháng 7, khi nó đi đến vịnh Buckner và được sửa chữa trong một ụ nổi. Sau khi lấy lại khả năng đi biển, nó rời ụ nổi vào ngày 13 tháng 8, và bắt đầu hành trình quay trở về Hoa Kỳ vào ngày 17 tháng 8, nhưng chỉ với động lực của một trục chân vịt bên mạn trái. Sau hành trình đi ngang qua Saipan, Eniwetok và Trân Châu Cảng, về đến Xưởng hải quân Hunters Point tại San Francisco, California vào ngày 17 tháng 9, bắt đầu đợt sửa chữa và đại tu kéo dài ba tháng.

### 1946 - 1950
Sau khi rời xưởng tàu, Stormes huấn luyện ôn tập tại vùng biển ngoài khơi San Diego cho đến tháng 1, 1946, khi nó lên đường đi sang vùng bờ Đông Hoa Kỳ. Nó đi đến vịnh Guantánamo, Cuba vào ngày 14 tháng 1, hoạt động trong vai trò canh phòng máy bay cho tàu sân bay trước khi đi đến Norfolk, Virginia vào ngày 1 tháng 2. Sang tháng 3, nó cùng với tàu sân bay Midway (CV-41), một tàu chở dầu và hai tàu khu trục khác đã đi đến khu vực giữa Greenland, Labrador và eo biển Hudson để tham gia Chiến dịch Frostbite, một cuộc thử nghiệm hoạt động của tàu sân bay trong hoàn cảnh giá lạnh.
Sau khi hoàn tất cuộc tập trận, Stormes quay trở về Xưởng hải quân Brooklyn để bảo trì, rồi lại lên đường đi Casco Bay, Maine vào ngày 11 tháng 4 cho một lượt huấn luyện. Sau một đợt đại tu, nó lại thực hiện một chuyến đi huấn luyện ôn tập đến vịnh Guantánamo, Cuba từ ngày 22 tháng 7, quay trở về Norfolk vào ngày 9 tháng 9. Sang tháng 10, nó lại hộ tống cho tàu sân bay Philippine Sea (CV-47) trong chuyến đi chạy thử máy đến vịnh Guantánamo.
Sang tháng 1, 1947, Stormes tham gia một cuộc tập trận tại khu vực vịnh Guantánamo, rồi quay trở lại vùng biển Caribe một tháng sau đó cho một đợt cơ động hạm đội. Nó tiếp tục những hoạt động thường lệ của hạm đội từ căn cứ Norfolk cho đến năm 1950. Vào tháng 8, nó lên đường đi Charleston, South Carolina và được cho ngừng hoạt động.

### Chiến tranh Triều Tiên
Tuy nhiên thời gian “nghỉ ngơi" của chiếc tàu khu trục lại ngắn ngũi, vì Stormes lại được huy động trở lại vào tháng 9, do sự kiện Chiến tranh Triều Tiên nổ ra. Từ tháng 12, 1950, con tàu được đại tu tại Charleston, kéo dài trong ba tháng, tiếp nối bởi việc chạy thử máy huấn luyện trong sáu tuần lễ tiếp theo sau. Đến tháng 5, 1951, con tàu lên đường đi sang vùng bờ Tây, rồi tiếp tục hành trình để gia nhập Đệ thất Hạm đội ngoài khơi Triều Tiên. Nó phục vụ cùng Lực lượng Đặc nhiệm 77 trong các hoạt động bắn phá tuyến đường giao thông đối phương, hộ tống cho các tàu chiến chủ lực, tìm kiếm giải cứu những phi công bị bắn rơi và tuần tra chống tàu ngầm, cho đến tháng 1, 1952, khi nó lên đường quay trở về Norfolk.
Trong đợt hoạt động này, đang khi hỗ trợ cho hoạt động của một đội trinh sát Thủy quân Lục chiến trên một hòn đảo nhỏ ngoài khơi cảng Wonsan, Stormes đã tham gia chiến dịch tìm kiếm và giải cứu đội bay một chiếc máy bay ném bom B-29 Superfortress bị bắn rơi khi đang quay trở về sau một phi vụ ném bom. Bảy trong số mười một thành viên đội bay đã sống sót sau khi nhảy dù ra khỏi máy bay và rơi xuống biển, họ được Stormes và các tàu chiến khác cứu vớt trên biển.
Stormes sau đó thực hiện một chuyến đi thực tập vào mùa Hè cho học viên sĩ quan thuộc Học viện Hải quân Hoa Kỳ sang Anh và Pháp, rồi hoạt động dọc theo vùng bờ biển Đại Tây Dương cho đến tháng 6, 1953, khi nó đi vào Xưởng hải quân Norfolk cho một đợt bảo trì kéo dài bốn tháng.

### 1954 - 1965
Vào tháng 2, 1954, Stormes khởi hành cho một chuyến đi vòng quanh thế giới, vốn đã đưa nó viếng thăm Naples, Port Said, kênh đào Suez, Aden, Colombo, Singapore, Yokosuka, Sasebo, Midway và Trân Châu Cảng. Nó đi đến San Francisco vào tháng 7, và về đến Norfolk vào tháng 8.
Stormes lên đường vào ngày 4 tháng 1, 1955, đi đến vùng biển Caribe để tham gia Chiến dịch Springboard, cuộc tập trận quy mô hạm đội hàng năm. Nó hoạt động cùng tàu sân bay Valley Forge (CV-45) trong Đội chống ngầm 3 từ ngày 4 tháng 1 cho đến tháng 8, rồi tham gia cuộc tập trận của Khối NATO vào đầu tháng 9, tiếp nối bằng những hoạt động tại chỗ kéo dài cho đến tháng 2, 1956. Con tàu đi vào Xưởng hải quân Norfolk để đại tu, rời xưởng tàu vào tháng 5, và đi đến khu vực vịnh Guantánamo để huấn luyện ôn tập cho đến tháng 7. Từ đó cho đến tháng 11, nó tham gia những hoạt động huấn luyện tại chỗ.
Vào ngày 7 tháng 11, Stormes cùng Đội khu trục 261 khởi hành đi sang vùng biển Châu Âu, và đi đến Naples, Ý một tháng sau đó, nơi họ phối thuộc hoạt động cùng Đệ lục Hạm đội tại Địa Trung Hải cho đến khi quay trở về Norfolk vào ngày 20 tháng 2, 1957. Con tàu tiếp tục hoạt động dọc theo vùng bờ Đông cho đến ngày 3 tháng 9, khi nó lên đường tham gia cuộc tập trận “Seaspray”. Nó vượt Đại Tây Dương đến River Clyde, Scotland, và đã cùng nhiều tàu chiến thuộc hải quân các nước trong Khối NATO tham gia cuộc tập trận “Strikeback”, kéo dài cho đến cuối tháng 9. Chiếc tàu khu trục sau đó lên đường đi Gibraltar để gia nhập cùng Đệ lục Hạm đội, và phục vụ lượt thứ hai tại Địa Trung Hải cho đến khi quay trở về Norfolk vào ngày 22 tháng 12.
Stormes ở lại cảng nhà cho đến ngày 27 tháng 1, 1958, khi nó lên đường cùng Đội khu trục 261 cho một lượt thực tập kéo dài hai tuần; rồi trong thời gian còn lại của năm 1958 và nữa đầu năm 1959 được nó dành cho các hoạt động tại chỗ và huấn luyện trong khu vực trải rộng từ New York cho đến vùng biển Caribe. Con tàu lên đường vào ngày 7 tháng 8, 1959 cho lượt phục vụ thứ ba cùng Đệ lục Hạm đội tại Địa Trung Hải, hoàn tất khi nó quay về Norfolk vào ngày 26 tháng 2, 1960.
Stormes đi vào Xưởng hải quân Norfolk vào ngày 3 tháng 6 để được nâng cấp trong khuôn khổ Chương trình Hồi sinh và Hiện đại hóa Hạm đội (FRAM: Fleet Rehabilitation and Modernization), nhằm kéo dài vòng đời hoạt động thêm tám năm đồng thời đáp ứng được những thử thách của thế hệ tàu ngầm mới nhanh và mạnh hơn. Những vũ khí phòng không 40-mm và 20-mm được tháo dỡ, và sàn sau được cải biến thành một sàn đáp cho phép vận hành máy bay trực thăng không người lái Aerodyne QH-50 DASH, giúp gia tăng tầm hoạt động chống tàu ngầm của con tàu. Công việc nâng cấp hoàn tất vào ngày 5 tháng 1, 1961.
Stormes lên đường đi vịnh Guantánamo vào ngày 24 tháng 1 để huấn luyện ôn tập, thực hành tác xạ và thực tập chiến thuật hải đội, rồi đi Norfolk đến ngang qua Key West, đến nơi vào ngày 1 tháng 4. Nó hoạt động cùng các đơn vị hạm đội dọc theo vùng bờ Đông và vùng biển Caribe cho đến hết năm đó. Vào tháng 11, nó đã tham gia vào Chương trình Mercury trong chuyến bay Mercury-Atlas 5, khi phục vụ thu hồi tàu không gian sau hai vòng quanh quỹ đạo trái đất, mang theo một con khỉ chimpanze tên Enos, nhằm chuẩn bị cho chuyến bay có người lên quỹ đạo.
Trong năm 1962, Stormes hoạt động chủ yếu cùng Đội đặc nhiệm Alpha, một đơn vị thử nghiệm và phát triển thiết bị và chiến thuật chống tàu ngầm. Vào ngày 9 tháng 11, nó tham gia vào hoạt động “cô lập” Cuba cho đến khi vụ Khủng hoảng tên lửa Cuba được giải quyết qua con đường thương lượng. Đến tháng 8, 1963, nó viếng thăm cảng Santa Marta, Colombia, lần đầu tiên bởi một chiến hạm Hoa Kỳ kể từ năm 1880. Sau một lượt đại tu, con tàu lại tiếp tục hoạt động cùng Đội đặc nhiệm Alpha; và vào tháng 10, 1964 nó đã tham gia cuộc tập trận "Steel-pike", nơi đội đặc nhiệm của nó đóng vai trò tìm-diệt tàu ngầm dẫn đầu đội hình hạm đội vượt Đại Tây Dương.
Stormes tiếp tục hoạt động cùng Đội đặc nhiệm Alpha cho đến tháng 5, 1965, khi nó được phái đi tuần tra dọc bờ biển nước Cộng hòa Dominica vào lúc xảy ra cuộc cách mạng tại đảo quốc này. Sau khi được thay phiên, nó quay trở về Norfolk nhằm chuẩn bị cho lượt phục vụ tiếp theo; rồi nó được cử sang hoạt động cùng Đệ lục Hạm đội tại Địa Trung Hải từ tháng 6 đến tháng 8, quay trở về cảng nhà vào đầu tháng 9.

### Chiến tranh Việt Nam
Vào ngày 1 tháng 6, 1966, Stormes cùng Hải đội Khu trục 32 khởi hành từ Norfolk cho một đợt biệt phái sang hoạt động tại khu vực Tây Thái Bình Dương. Tại Viễn Đông, nhiệm vụ chủ yếu của nó là hộ tống và canh phòng máy bay cho tàu sân bay Constellation (CV-64) trong vịnh Bắc Bộ; ngoài ra nó còn đườc huy động vào một đợt bắn hải pháo hỗ trợ trận chiến trên bộ kéo dài ba ngày. Lên đường quay trở về qua ngã Địa Trung Hải, nó về đến Norfolk vào ngày 17 tháng 12.
Sau những hoạt động thường lệ tại vùng bờ Đông vào mùa Xuân và mùa Hè năm 1967, Stormes được phái sang hoạt động cùng Đệ lục Hạm đội từ ngày 14 tháng 11, 1967 đến ngày 23 tháng 4, 1968. Nó lên đường đi Nam Mỹ vào tháng 7 để tham gia một đợt thực tập chống tàu ngầm, như một phần của cuộc tập trận UNITAS IX, rồi ghé thăm các cảng tại Puerto Rico, Brazil và Saint Lucia, Tây Ấn. Sau khi quay trở lại hoạt động thường lệ từ Norfolk vào tháng 9, nó lại được phái sang Địa Trung Hải cùng Hải đội Khu trục 32 vào ngày 6 tháng 1, 1969; lượt hoạt động kết thúc khi nó quay về Norfolk vào ngày 31 tháng 5. Trong nữa cuối năm 1969 và nữa đầu năm 1970, nó hoạt động huấn luyện thường lệ từ cảng nhà cùng các cuộc thực hành chống tàu ngầm.
Stormes được chuẩn bị để ngừng hoạt động từ ngày 18 tháng 6, xuất biên chế vào ngày 5 tháng 12, 1970 và đưa về Hạm đội Dự bị Đại Tây Dương.

### Palang(DDG-9)
Stormes được rút tên khỏi danh sách Đăng bạ Hải quân của Hoa Kỳ vào ngày 16 tháng 2, 1972; nó được bán cho Iran cùng ngày hôm đó, và phục vụ cùng Hải quân Iran như là chiếc Palang (con báo) (DDG-9) cho đến năm 1994. Con tàu bị tháo dỡ sau đó.

## Phần thưởng
Stormes được tặng thưởng một Ngôi sao Chiến trận do thành tích phục vụ trong Thế Chiến II, ba Ngôi sao Chiến trận khác trong Chiến tranh Triều Tiên, và thêm một Ngôi sao Chiến trận nữa trong Chiến tranh Việt Nam.